# Satz von Dubins-Schwarz
Der Satz von Dubins-Schwarz (auch Satz von Dambis-Dubins-Schwarz) ist ein Satz aus der stochastischen Analysis, der alle stetigen lokalen Martingale und stetigen Martingale als zeitveränderte brownsche Bewegungen charakterisiert.
Das Theorem wurde 1965 von Lester Dubins und Gideon E. Schwarz bewiesen. Im selben Jahr erschien auch eine Publikation von K. E. Dambis, einem Doktoranden von Eugene Dynkin, der den Satz unabhängig von Dubins und Schwarz bewiesen hatte.

## Satz von Dubins-Schwarz
Notation:
- {\displaystyle {\mathcal {M}}_{0,\operatorname {loc} }^{c}} bezeichnet den Raum der {\displaystyle {\mathcal {F}}_{t}}-adaptierten, stetigen lokalen Martingale {\displaystyle M=(M_{t})_{t\geq 0}} mit {\displaystyle M_{0}=0}.
- {\displaystyle \langle M\rangle } bezeichnet die quadratische Variation.

### Aussage
Sei {\displaystyle M\in {\mathcal {M}}_{0,\operatorname {loc} }^{c}} und {\displaystyle \langle M\rangle _{\infty }=\infty }, definiere die Stoppzeit für alle {\displaystyle t\geq 0}
{\displaystyle T_{t}=\inf\{s:\langle M\rangle _{s}>t\}.}
Dann ist {\displaystyle B:=(B_{t}):=(M_{T_{t}})} eine {\displaystyle {\mathcal {F}}_{T_{t}}}-brownsche Bewegung und {\displaystyle (M_{t})=(B_{\langle M\rangle _{t}})}.

### Erläuterungen
- Die Eigenschaft {\displaystyle \langle M\rangle _{\infty }=\infty } gewährleistet, dass der zugrundeliegende Wahrscheinlichkeitsraum genügend groß ist, damit eine brownsche Bewegung existiert. Möchte man diese Voraussetzung entfernen, muss man den Wahrscheinlichkeitsraum erweitern.
- {\displaystyle B} ist keine {\displaystyle {\mathcal {F}}_{t}}-brownsche Bewegung.
- {\displaystyle (T_{t})} sind fast sicher endlich, da {\displaystyle \langle M\rangle _{\infty }=\infty }.
- {\displaystyle (T_{t})} sind càdlàg und {\displaystyle {\mathcal {F}}_{T_{t}}}-adaptiert.